# Archeologia krajobrazu
Archeologia krajobrazu (ang. landscape archaeology) – jedna z interdyscyplinarnych orientacji badawczych we współczesnej archeologii zajmująca się badaniem sposobów, w jakie ludzie kształtowali i wykorzystywali swoje otoczenie na przestrzeni dziejów. Skupia się na badaniu związków między kulturą materialną danej społeczności i wprowadzonymi przez nią zmianami w jej otoczeniu przestrzennym. Zajmuje się badaniem przestrzeni od strony niefizykalnej.
W archeologii krajobrazu przestrzeń przestaje być traktowana tylko jako "pojemnik" zjawisk społecznych, a staje się nauką zajmującą krajobrazem, jako zjawiskiem samym w sobie. Archeologia krajobrazu związana jest z nurtami archeologii procesualnej oraz postprocesualnej, której początek – jako wyspecjalizowanej archeologii tematycznej przypada na lata 90. XX wieku.
Archeologia krajobrazu wychodzi od krytyki newtonowskiej koncepcji przestrzeni absolutnej i nie zgadza się na traktowanie otoczenia jako zbioru materialnych obiektów i przedmiotów. Sprzeciwiając się redukowaniu krajobrazu do strefy materialnej w zamian proponuje badać przestrzeń jako horyzont sposobów bytowania człowieka. Na horyzont ten składa się nie tylko warstwa materialna (podlegająca analizie przestrzennej i geograficznej), ale też i warstwa niematerialna, czyli rozumienie przestrzenności przez różnorodne grupy ludzkie w pradziejach. Co więcej archeologia wskazuje na to, że w badanie relacji między krajobrazem a człowiekiem w pradziejach uwikłany jest współczesny badacz. Między innymi takie podejście pozwoliło zauważyć archeologom, że kategorie jakie stosują opisując pradziejowy krajobraz pochodzą z epoki nowożytnej, czyli są kulturowo młodsze niż te, które można spotkać np. w społecznościach pierwotnych.